# Sorex ornatus
Espèce
Statut de conservation UICN

 LC  : Préoccupation mineure
La Musaraigne ornée (Sorex ornatus) est un mammifère insectivore de la famille des Soricidae. Elle est endémique d'une zone restreinte des États-Unis et du Mexique.

## Morphologie
C'est un animal de 8 à 10 cm de long, au pelage gris-brun, au museau allongé et pointu et au pattes courtes, ces deux derniers points lui conférant l'aspect typique des musaraignes. La queue, marron foncé au bout plus sombre, fait de 3 à 4 cm de long.

## Comportement

### Alimentation
Cet insectivore se nourrit d'invertébrés recherchés sous les feuilles mortes ou les troncs d'arbre au sol. Il est extrêmement actif et consomme jusqu'à deux fois son poids de nourriture par jour.

### Reproduction
La saison de reproduction dure, en Californie, de février à octobre. 
La durée de gestation, chez cette espèce, est de 21 jours. Une portée compte en général de 4 à 6 petits, qui sont minuscules à la naissance (0,5 g). Cet animal ne vivant que de 12 à 16 mois, les adultes au printemps sont les jeunes de l'année précédente. À la fin de l'été, la plupart des jeunes de l'année précédente étant morts, les adultes de la population sont en majorité des jeunes de l'année en cours.

## Répartition et habitat

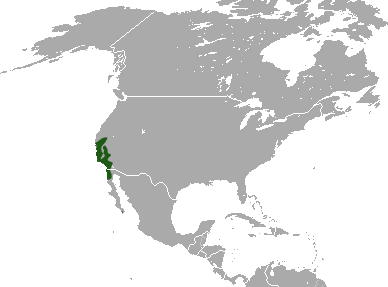
Aire de répartition

On peut trouver cette musaraigne dans une grande variété d'habitats : forêts, maquis, prairies humides ou steppes. Elle privilégie les zones à végétation dense, basse, offrant refuge à de nombreux invertébrés.
Elle ne vit que dans l'État de Californie, aux États-Unis, et au nord du Mexique (Baja California), jusqu'à 2080 m d'altitude.

## Taxinomie

### Espèces proches
Sorex ornatus semble génétiquement très proche de Sorex vagrans, mais aussi dans une moindre mesure de Sorex monticolus.

### Sous-espèces
Malgré son aire de répartition restreinte, cette espèce présente plusieurs sous-espèces:
- Sorex ornatus juncensis Nelson et Goldman, 1909
- Sorex ornatus lagunae Nelson et Goldman, 1909
- Sorex ornatus ornatus Merriam, 1895
- Sorex ornatus relictus Grinnell, 1932 - Musaraigne ornée du lac Buena Vista
- Sorex ornatus salarius von Bloeker, 1939
- Sorex ornatus salicornicus von Bloeker, 1932
- Sorex ornatus sinuosus Grinnell, 1913
- Sorex ornatus willetti von Bloeker, 1942

## Statut et préservation
L'UICN a classé cette espèce dans la catégorie LC (préoccupation mineure) depuis 1996. Cependant, l'État de Californie a placé 5 sous-espèces de Sorex ornatus dans la liste des Mammal Species of Special Concern: Sorex ornatus relictus, Sorex ornatus sinuosus et Sorex ornatus willetti sont classées en priorité maximale, Sorex ornatus salicornicus en seconde priorité et Sorex ornatus salarius en liste additionnelle. La sous-espèce juncencis est, quant à elle, déclarée éteinte.